# Latouchia cryptica
Latouchia cryptica är en spindelart som först beskrevs av Simon 1897.  Latouchia cryptica ingår i släktet Latouchia och familjen Ctenizidae. Inga underarter finns listade i Catalogue of Life.